# Абабковский монастырь
Абабковский во имя святого Великомученика Николая единого от воин и великомученика Георгия женский монастырь — православный женский монастырь Выксунской епархии Русской православной церкви. Находится на правом берегу Оки, в селе Абабково Павловского района Нижегородской области.

## История
Основан в 1818 году инокиней Лампадией (Масленниковой) по благословению Серафима Саровского как богадельня для вдов и девиц. Построен помещицей села Абабково Наталией Яковлевной Прокофьевой, подарившей для этого 2 десятины земли и построившей кельи при кладбищенской церкви. С 19 (31) декабря 1848 года переименован в женскую общину, с 10 (22) января 1859 года третьеклассный общежительный женский монастырь. К началу XX века около 200 сестёр.
В 1851 году был освящён храм в честь Покрова Пресвятой Богородицы с двумя приделами: один во имя святого Георгия, другой — во имя святого мученика воина Николая.
В начале XX века велось активное строительство (девятиглавый храм, больничный корпус, несколько каменных и деревянных корпусов, трапезная, две гостиницы). Имелась школа, больница, странноприимный дом, белошвейная и иконописная мастерская.
Монастырь ликвидирован в 1928 году, храмы взорваны, территория передана дому отдыха Павловской страховой кассы.
Затем на месте святой обители была размещена воинская часть. Позднее отбывали свой срок несовершеннолетние преступницы. Перед передачей епархии в бывшем монастыре был пионерский лагерь.

### Возрождение
До передачи территории обители церкви, постройки на ней больше пяти лет оставались бесхозными. Разрушено и растащено было всё: все окна были разбиты, дверей не было, местами не было потолков, и сквозь крышу виднелось небо. Печки не работали.
8 февраля 1995 года митрополитом Нижегородским и Арзамасским Николаем (Кутеповым) подписан официальный документ о возрождении обители. Первой настоятельницей возрождаемого монастыря стала Иоанна (Курбатова) из муромского Троицкого Новодевичьего монастыря. Первые монахини жили в здании, бывшем когда-то игуменским домом. С начала возрождения в Абабкове всегда было 10-12 монахинь.
В 2001 году митрополит Николай освятил в игуменском корпусе домовую церковь в честь иконы Пресвятой Богородицы «Всех Скорбящих Радость».
В феврале 2002 года в обитель приехали дивеевские сёстры сёстры во главе с монахиней Никоной (Желяковой), будущей настоятельницей монастыря.
13 февраля 2005 года архиепископ Георгий совершил Божественную литургию, а в мае 2005 года был заложен Покровский собор. В 2007 году по благословению архиепископа к монастырю была проложена дорога.
В январе 2007 года велось строительство фундамента собора, завершались работы в старинном корпусе, который стал новым домом для воспитанниц. 10 марта 2007 года восстановленный корпус был освящён благочинным Павловского округа протоиереем Александром Долбуновым. К этому времени в обители проживали 9 воспитанниц в возрасте от 4 до 14 лет.
16 сентября 2008 года монастырь вновь посетил архиепископ. К этому времени было завершено строительство фундамента собора, а стены достигли уровня первого этажа. В монастыре подвизались 14 насельниц.
7 февраля 2010 года, в день празднования 15-летия возрождения обители, Божественную литургию в домовой церкви в честь иконы Божией Матери «Всех Скорбящих Радость» совершил архиепископ Георгий. Затем он освятил второе здание детского приюта — жилой корпус для мальчиков и микроавтобус, переданный им в дар детям. Первым жителем нового корпуса стал трёхлетний Александр Суворов.
Ко времени 15-летия возрождения в монастыре активно велось строительство здания православной гимназии и церкви в честь Покрова Пресвятой Богородицы.
6 ноября 2016 года епископ Варнава освятил крест для колокольни строящегося Покровского храма.

## Святыни
- Икона Николая Чудотворца с частицей мощей. Привезена настоятельницей матушкой Никоной из города Бари[12].

## Игуменьи
После открытия монастыря в 1995 году настоятельницами были:
- Монахиня Ирина (Курбатова), в схиме Иоанна
- Монахиня Ольга
- Игуменья Никона (Желякова)

## Старшие священники
4 сентября 2008 года старшим священником назначен протоиерей Александр Крушев.
В 2010 году старшим священником назначен протоиерей Арсений Ерзаулов, клирик Павловского благочиния.

## Подворья
Монастырь насчитывает несколько подворий в Павловском районе:
- Свято-Троицкий Островоезерский монастырь в городе Ворсме;
- храм иконы Божией Матери «Всех скорбящих Радость» в городе Горбатове;
- часовня Илии Пророка на Павловском рынке.